# Scotiosphaeria
Scotiosphaeria endoxylinae — вид грибів, що належить до монотипового роду  Scotiosphaeria.